# Chilensk spansk
Chilensk spansk (spansk: español chileno eller castellano chileno) refererer til de varianter af spansk der tales i det meste af Chile. Dialekterne er kendetegnet ved en særlig udtale, grammatik, ordforråd og slang, som adskiller sig fra standardspansk. Flere lingvister har identificeret chilensk spansk som en af de mest afvigende varianter af sproget.
Royal Spanish Academy anerkender 2.214 ord og udtryk, der kun eller hovedsageligt anvendes i chilensk spansk, ud over de mange slangudtryk, som endnu ikke har opnået officiel anerkendelse. Formelt spansk i Chile har for nylig inkorporeret et stigende antal dagligdags elementer.

## Variation og accenter
I Chile er der ikke mange forskelle mellem det spansk, der tales i landets nordlige, centrale og sydlige områder, selvom der er markante forskelle i de fjerne sydområder, såsom Aysén, Magallanes (primært langs grænsen til Argentina), og Chiloé—og i Arica i den nordligste del af landet. Der er dog stor variation i det spansk, der tales af forskellige sociale klasser; dette er en udbredt realitet i Chile, givet den markante ulighed i formue. I de landlige områder fra Santiago til Valdivia viser chilensk spansk den historiske indflydelse fra Castúo-dialekterne fra Extremadura, Spanien, men nogle forfattere peger på den spanske provins Andalusien og mere specifikt på byen Sevilla som en endnu større indflydelse på udviklingen af chilensk spansk. Generelt er intonation i chilensk spansk anerkendt i den spansktalende verden som en af de hurtigst talte accenter blandt de spanske dialekter, med toner der stiger og falder i talen, især i Santiago og dens omgivelser; sådan intonation kan være mindre udtalt i visse områder i den nordlige del af landet og mere udtalt i sydlige områder. Det er heller ikke ualmindeligt, at andre spansktalende, både modersmålstalende og andre, har sværere ved at forstå chilenske spansktalende end andre accenter.
Som et resultat af tidligere tysk immigration, er der få tyske indflydelser i ordforrådet, accenten og udtalen i det sydlige Chile. Talere af chilensk spansk, som også taler tysk eller Mapudungun, har tendens til at bruge flere impersonelle pronominer. Dialekterne i det sydlige Chile (fra Valdivia/Temuco til Chiloé) anses for at have en melodisk intonation (cantadito) sammenlignet med talen i Santiago. En undersøgelse blandt indbyggere i Santiago viser også, at folk i hovedstaden mener, at det sydlige chilenske spansk er påvirket af Mapudungun, har dårlig udtale, har et landligt præg og, i tilfælde af Chiloé, er rig på arkaismer. Den samme undersøgelse viser også en opfattelse af, at talen i det nordlige Chile er påvirket af spansk talt i Peru og Bolivia.
Chile er en del af en region i Sydamerika kendt som Southern Cone (spansk: Cono Sur; portugisisk: Cone Sul). Regionen består af Chile, Argentina og Uruguay; nogle gange inkluderer det også Paraguay og nogle regioner i Brasilien (Paraná, Rio Grande do Sul, Santa Catarina, og São Paulo). Ordforrådet på tværs af regionen er ens for spansktalende, og i nogle tilfælde deles det også af de portugisisk talende i de sydlige Cone-områder i Brasilien.

## Eksempel
Her er et eksempel på en normal tekst på omhyggeligt talt latinamerikansk spansk og den samme tekst med en meget afslappet udtale i uformel, lavere-klasse chilensk spansk:
| Tekst                                      | ¡Cómo corrieron los chilenos Salas y Zamorano! Pelearon como leones. Chocaron una y otra vez contra la defensa azul. ¡Qué gentío llenaba el estadio! En verdad fue una jornada inolvidable. Ajustado cabezazo de Salas y ¡gol! Al celebrar [Salas] resbaló y se rasgó la camiseta.                                                   |
| Udtale ("Standard" latinamerikansk spansk) | [ˈkomo koˈrjeɾon los tʃiˈleno(s) ˈsalas i samoˈɾano <nowiki>\| peleˈaɾoŋ ˈkomo leˈones \| tʃoˈkaɾon ˈuna j ˈotɾa ˈβes ˈkontɾa la ðeˈfens(a) aˈsul \| ˈke xenˈtio ʝeˈnaβa e̯l esˈtaðjo \| em beɾˈðað ˈfwe wna xoɾˈnaða jnolβiˈðaβle \| axusˈtaðo kaβeˈsaso ðe ˈsalas i ˈɣol \| al seleˈβɾaɾ ezβaˈlo j se razˈɣo la kamiˈseta]</nowiki> |
| Udtale (Chilensk spansk)                   | [ˈkomo koˈrjeɾon loh ʃiˈleno ˈsala j samoˈɾano <nowiki>\| peˈljaɾoŋ komo ˈljoneh \| ʃoˈkaɾon ˈuna j ˈotɹ̝̊a ˈʋeh kontɹ̝̊a la̯ eˈfens aˈsul \| ˈce çenˈtio ʝeˈna e̯l ehˈtaðjo \| eɱ veɹˈða ˈfwe wna xonˈna jnolʋiˈawle \| axuhˈtao kaʋeˈsaso e̯ ˈsala j ˈɣol \| al seleˈvɾa ɹ̝efaˈlo j se ɹ̝aˈxo la kamiˈseta]</nowiki>                        |
| Oversættelse                               | "Hvordan de chilenske Salas og Zamorano løb! De kæmpede som løver. De ramte gang på gang mod de blues' forsvar. Hvilket folkefest fyldte stadion! I sandhed var det en uforglemmelig dag. Et tæt hovedstød fra Salas og... mål! Ved at fejre gled Salas og rev sin skjorte."                                                         |

## Eksterne Henvisninger
- (spansk) Ordbog over chilenske udtryk - Omfattende "Ordbog over Chileanske Termer".
- Pepe's Chile Chileanske Slang - Grundlæggende liste over chilensk slang/unikke talemåder.
- Jergas de habla hispana Spansk ordbog, der specialiserer sig i slang og kolloquiale udtryk, med alle spansktalende lande, inklusive Chile.
- Elcastellano.org